# 波恰伊納站
波恰伊納（羅馬化：Pochaina,  （ⓘ）），原名彼得羅夫卡（Петрівка），是基輔地鐵奧博隆-特列姆基線的一個車站。该站開通於1980年12月19日，靠近波恰伊納火車站。車站的設計者是I.L. Maslenkov，T.A. Tselikovska，A.S. Krushynskyi和F.M. Zaremba。
该站于2018年2月8日从原名彼得罗夫卡站改为现名。

## 外部連結
- Kyivsky Metropoliten — Station description and photographs （乌克兰語）
- Metropoliten.kiev.ua — Station description and photographs （俄文）